# Dinarthrum koutchik
Dinarthrum koutchik är en nattsländeart som beskrevs av Schmid 1959. Dinarthrum koutchik ingår i släktet Dinarthrum och familjen kantrörsnattsländor. Inga underarter finns listade i Catalogue of Life.